# Шишов, Василий Александрович
Васи́лий Алекса́ндрович Шишо́в (род. 26 мая 1961, Куйбышев) — советский боксёр средних весовых категорий, выступал за сборную СССР. Чемпион мира, обладатель Кубка мира, трёхкратный чемпион Европы, пятикратный чемпион Советского Союза. Представлял спортивное общество «Вооруженные Силы». Заслуженный мастер спорта СССР. Кандидат педагогических наук.

## Биография
Василий Шишов родился 26 мая 1961 года в городе Куйбышеве. Активно заниматься боксом начал в спортивном обществе «Трудовые резервы» в рабочем посёлке Толевое, позже проходил подготовку в Вооруженных Силах у заслуженного тренера СССР Виктора Павловича Пищева.
Молодой боксёр не обладал мощным нокаутирующим ударом, но за счет высокой скорости, отточенной техники и умения обмануть противника добивался успехов в боях с самыми сильными соперниками.
Мировая известность пришла к Шишову в 1981 году, когда на соревнованиях в Монреале он в полусреднем весе стал обладателем Кубка мира, а на чемпионате Европы в Тампере завоевал золотую медаль. В следующем сезоне выиграл титул чемпиона СССР, ещё через год пополнил медальную коллекцию ещё одной золотой наградой европейского первенства. В 1984 году вновь победил на первенстве Советского Союза и был готов представлять страну на Олимпиаде в Лос-Анджелесе, однако в правительстве приняли решение бойкотировать эти Игры. В период 1985—1987 Василий Шишов ещё три раза подряд становился чемпионом СССР, в 1986 году победил на чемпионате мира в американском городе Рино, в 1987 году в третий раз получил золотую медаль чемпионата Европы. Оставаясь лидером сборной страны, Василий Шишов должен был принять участие в состязаниях летних Олимпийских игр 1988 года в Сеуле, но за четыре месяца до начала соревнований получил тяжёлую травму ноги, перенёс операцию на ахилловом сухожилии и вынужден был остаться без участия на Олимпиаде.
В 1988 году Шишов окончил Поволжскую государственную социально-гуманитарную академию, где учился на факультете физической культуры и спорта. Впоследствии остался работать здесь доцентом, заведовал кафедрой спортивных единоборств. После окончания спортивной карьеры Шишов не оставил бокс, а занялся общественной деятельностью в этой сфере, в частности открыл детский бесплатный боксёрский зал в посёлке Мехзавод. Кроме того, начиная с 1992 года в Самаре ежегодно каждую осень проводится «Всероссийский боксёрский турнир на призы заслуженного мастера спорта СССР, чемпиона мира, трёхкратного чемпиона Европы Василия Шишова», с правом присвоения звания мастера спорта России.

## Интересные факты
Свои первые пять официальных боев Василий Шишов проиграл.